# Maria per Roma
Maria per Roma è un film del 2016, scritto e diretto da Karen Di Porto. Nel 2018 ha vinto il Globo d'oro alla miglior opera prima.

## Distribuzione
È stato presentato in anteprima il 19 ottobre 2016 alla Festa del Cinema di Roma 2016. È uscito nelle sale cinematografiche l'8 giugno 2017.

## Riconoscimenti
- 2018 – Globo d'oro
  - Miglior opera prima